# سامانه پشتیبانی تصمیم

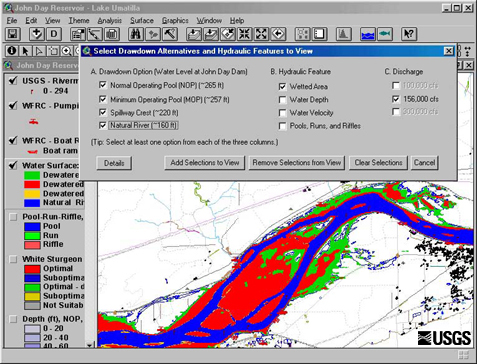
نمونه سامانهٔ پشتیبانی تصمیم در شرکت سد سازی جان دی دم

سامانهٔ پشتیبانی تصمیم (به انگلیسی: Decision support system) یک سیستم اطلاعاتی است که فعالیت های تصمیم‌گیری یا سازمانی را پشتیبانی می کند.سامانه های  پشتیبان تصمیم به سطح مدیریت ، عملیات و برنامه ریزی سازمان (معمولا مدیریت میانی  و بالاتر ) خدمت میکنند و به مردم کمک می کنند تا در مورد مشکلاتی که ممکن است به سرعت تغییر کنند و به راحتی از قبل مشخص نشوند تصمیم بگیرند-یعنی مشکلات تصمیم گیری غیر ساختاری و نیمه ساختاری. سیستم های پشتیبانی تصمیم می توانند کاملاً رایانه ای یا مجهز به نیروی انسانی باشند یا ترکیبی از هر دو باشند.
در حالی که دانشگاهیان سیستم پشتیبان تصمیم را ابزاری برای پشتیبانی از فرایندهای تصمیم گیری می دانند ، کاربران سیستم های پشتیبان تصمیم ، آن را ابزاری برای تسهیل فرایندهای سازمانی می دانند.